# Herman Howell
Herman Howell, född 8 september 1933, är en svensk dansare, koreograf och skådespelare.

## Filmografi
Roller
- 1971 – Smoke
- 1984 – Lykkeland

Koreografi
- 1968 – Lådan
- 1972 – Georgia, Georgia

## Teater

### Koreografi
| År   | Produktion                                                    | Regi       | Teater       |
| ---- | ------------------------------------------------------------- | ---------- | ------------ |
| 1971 | Vad är det för fel på 1933 års modell?, revy Carl Zetterström | Lars Amble | Scalateatern |
| 1972 | Sånt folk!, revy Carl Zetterström                             | Lars Amble | Maximteatern |